# Gmina Piotrków Kujawski
Die Gmina Piotrków Kujawski ist eine Stadt-und-Land-Gemeinde im Powiat Radziejowski der Woiwodschaft Kujawien-Pommern in Polen. Ihr Sitz ist die gleichnamige Stadt (bis 1954 Piotrków, früher und deutsch Piotrkowo) mit etwa 4500 Einwohnern.

## Verkehr
Der Bahnhof Piotrków Kujawski liegt südöstlich der Stadt an der Bahnstrecke Chorzów–Tczew und wird von sechs TLK-Zugpaaren Warschau–Bydgoszcz pro Woche bedient. Der Bahnhof Piotrków Kujawski Wąskotorowy lag an der Schmalspurbahn Aleksandrów Kujawski–Sompolno.

## Gliederung
Zur Stadt-und-Land-Gemeinde Piotrków Kujawski gehören neben der Stadt selbst 22 Dörfer mit einem Schulzenamt.
Anusin
Bycz
Dębołęka
Gradowo
Jerzyce
Kaczewo
Lubsin
Łabędzin
Malina
Nowa Wieś
Palczewo
Połajewo
Przedłuż
Przewóz (Kleine Überfarth)
Rogalin
Rudzk Duży
Rudzk Mały
Stawiska
Szewce
Świątniki
Wójcin
Zborowiec
Weitere Ortschaften der Gemeinde sind:
Byszewo
Czarnotka
Higieniewo
Józefowo
Kaspral
Katarzyna
Kozy
Krogulec
Leszcze
Łączki
Połajewek
Rzeczyca
Rzepiska
Sokoły
Teodorowo
Trojaczek
Wąsewo
Wincentowo
Zakręta
Zborowczyk